# Riđoglava čačalaka
Riđoglava čačalaka (lat. Ortalis erythroptera) je vrsta ptice iz roda Ortalis, porodice Cracidae. Živi u Kolumbiji, Ekvadoru i Peruu. Prirodna staništa su joj suptropske i tropske suhe, vlažne nizinske i planinske šume, grmovita područja i plantaže. Ugrožena je gubitkom staništa.